# Aregno
Aregno (en cors Aregnu) és un municipi francès, situat a la regió de Còrsega, al departament d'Alta Còrsega. L'any 1999 tenia 567habitants.

## Demografia
| 1962 | 1968 | 1975 | 1982 | 1990 | 1999 |
| ---- | ---- | ---- | ---- | ---- | ---- |
| 381  | 359  | 490  | 547  | 544  | 567  |

## Administració
| Període | Identitat        | Partit | Qualitat |  |
| ------- | ---------------- | ------ | -------- |  |
| 2001-   | Claude Imperiali |        |          |  |

## Galeria d'imatges

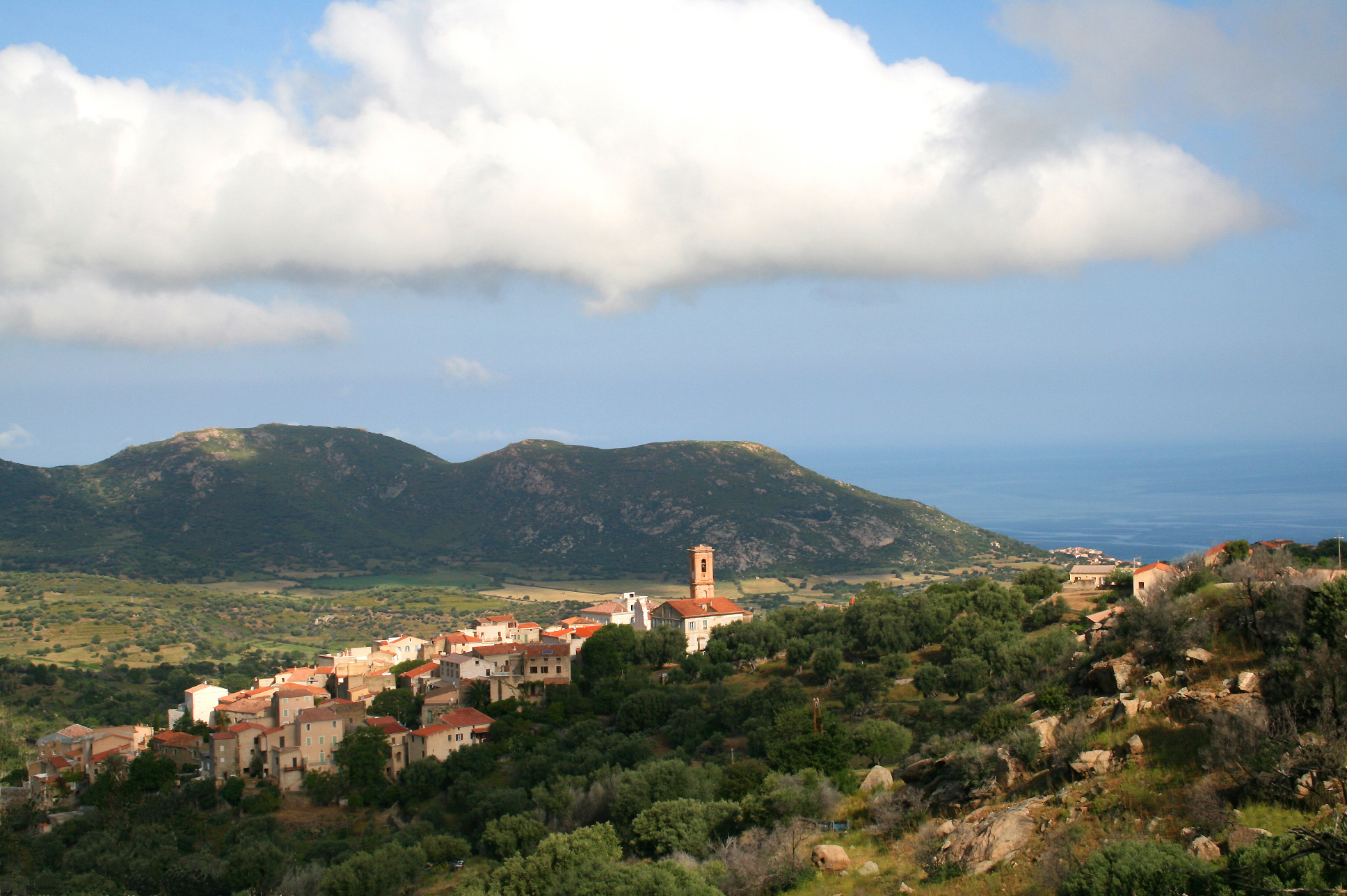
Aregno
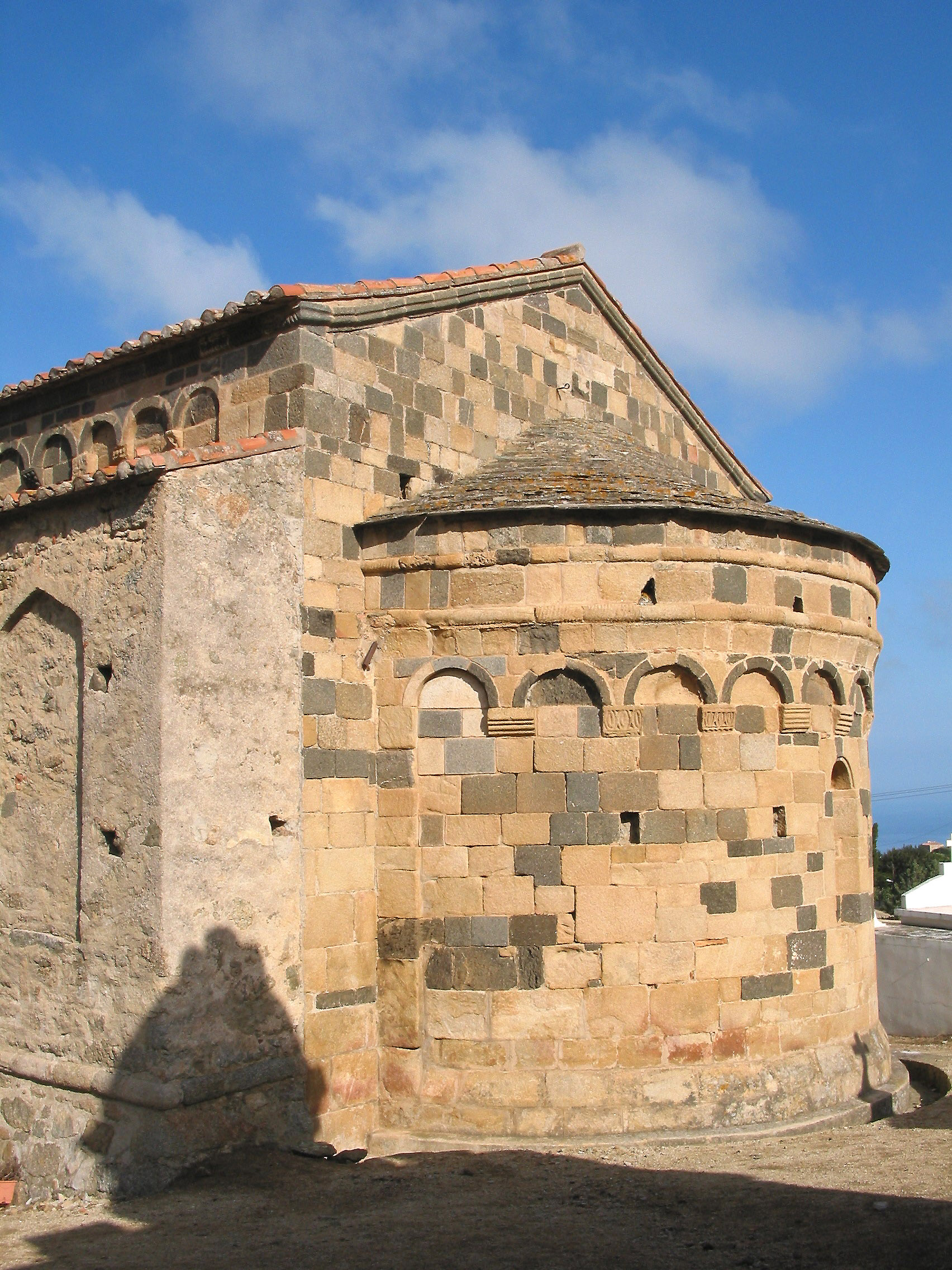
Església de la Trinité - Abside
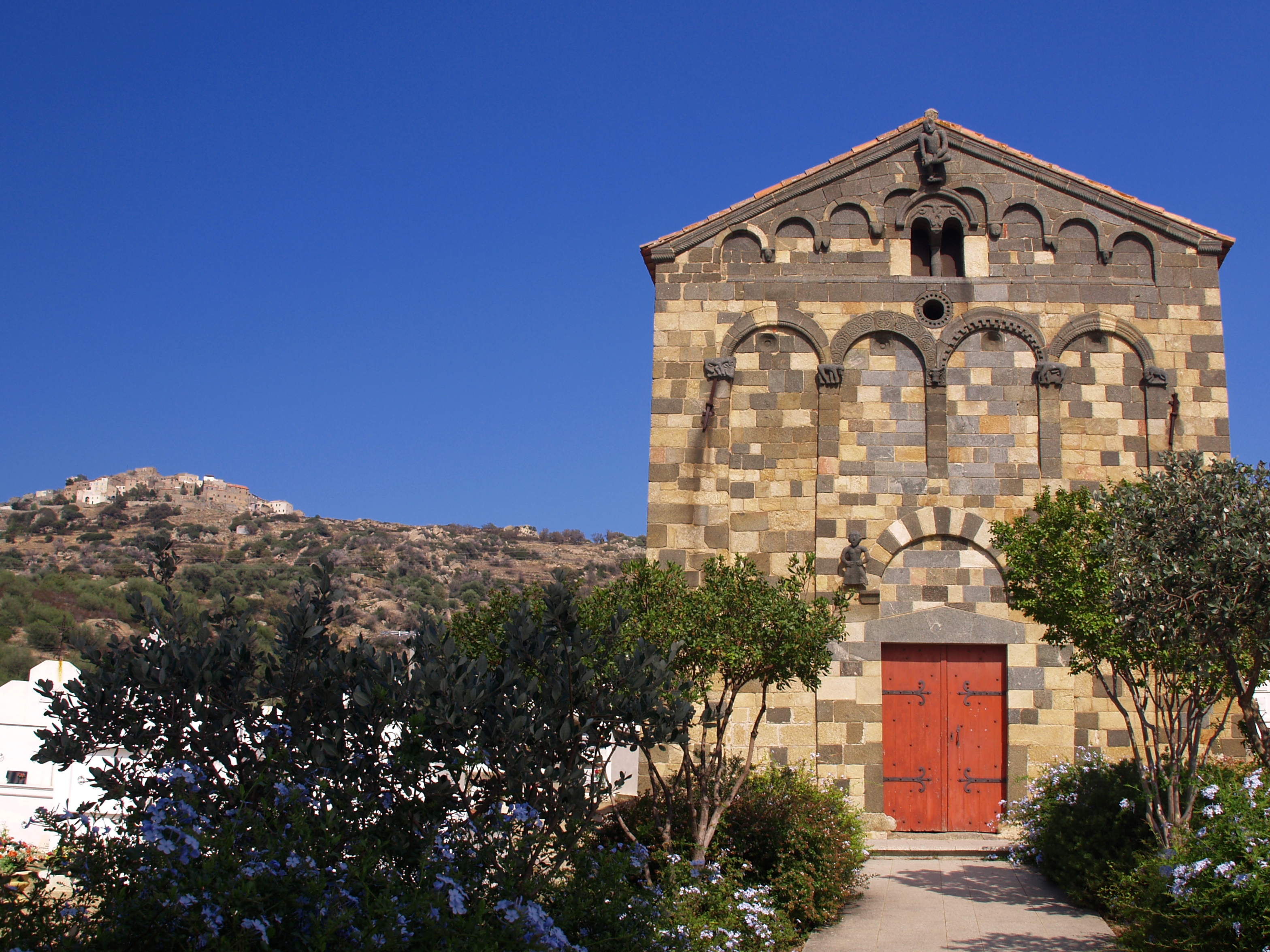
la Trinité - Vista frontal
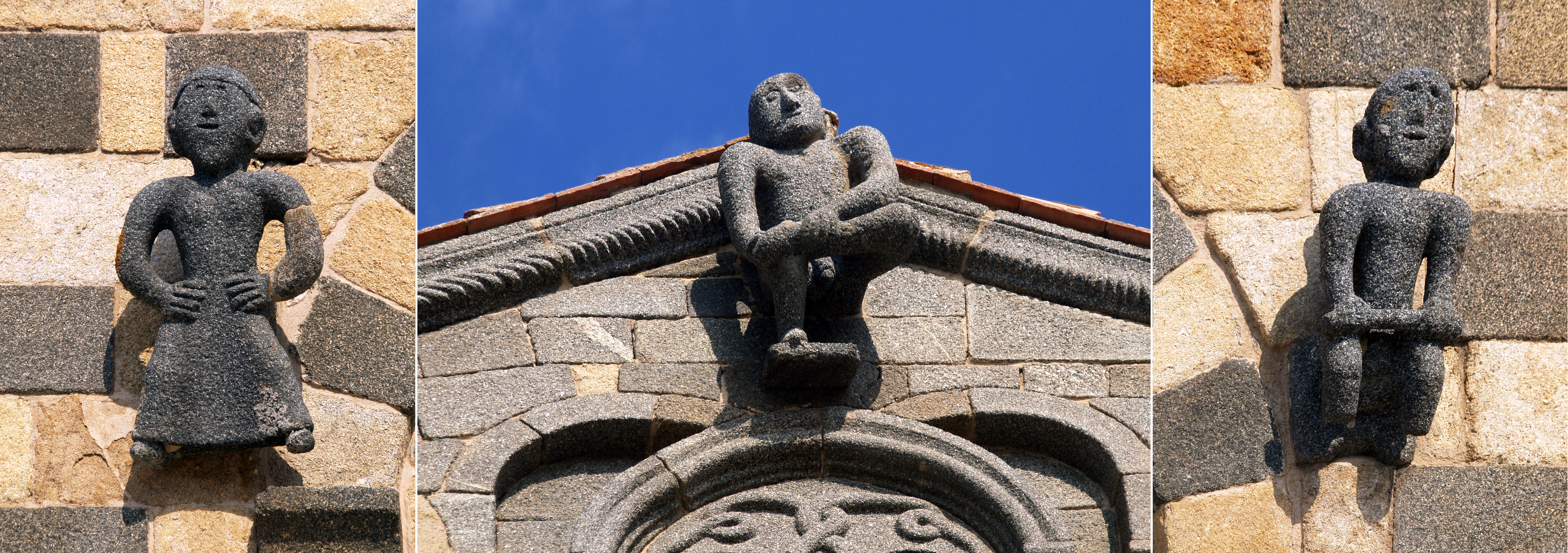
la Trinité - Escultures frontals